# زردنا مشهد
زردنا مشهد (به عربی: زردنا مشهد) یک روستا در سوریه است که در ناحیه معره مصرین واقع شده‌است. زردنا مشهد ۵٬۷۶۹ نفر جمعیت دارد.